# Shefford, Québec
Shefford är en kommun av typen kanton (municipalité de canton) i provinsen Québec i Kanada. Den ligger i regionen Estrie, i den sydöstra delen av landet, 240 km öster om huvudstaden Ottawa. Antalet invånare var 7 253 vid folkräkningen 2021. Av dessa bodde 1 674 i tätorten (centre de population) Val-Maher, som är ett bostadsområde i kommunens västra del. Landarean är 118 kvadratkilometer.